# Espai Dowker
En matemàtiques, concretament en el camp de la topologia general, un espai Dowker és un espai topològic que és normal, però no és comptablement paracompacte. Rep el nom de Hugh Dowker, que el va descriure el 1951. La tasca no trivial de proporcionar un exemple d'un espai Dowker (i, per tant, també demostrar la seva existència com a objectes matemàtics) va ajudar els matemàtics a entendre millor la naturalesa i la varietat dels espais topològics.

## Equivalències
El 1951, Dowker va mostrar que si X és alhora un espai T1 i un espai normal (és a dir, un espai T4), llavors les següents propietats són equivalents:
- X és un espai Dowker.
- El producte de X amb l'interval unitari no és normal.
- X no és comptablement metacompacte.

Dowker conjecturà que no podien existir els espais Dowker. La conjectura no es va resoldre fins que Mary Ellen Rudin en va construir un l'any 1971. El contraexemple de Rudin és un espai molt gran (de cardinalitat {\displaystyle \aleph _{\omega }^{\aleph _{0}}}). Zoltán Balogh va obtenir la primera construcció ZFC d'un exemple petit (continu), amb una patologia més estable que el de Rudin. Mitjançant la teoria de possibles cofinalitats, Menachem Kojman i Saharon Shelah van construir un subespai de l'espai Dowker de Rudin de cardinalitat {\displaystyle \aleph _{\omega +1}} i que també és Dowker.